# BRP Can-Am Spyder Roadster
El Can-Am Spyder ("Spyder") es una trimoto fabricada por Can-Am, una división de Bombardier Recreational Products. El vehículo tiene una única rueda motriz trasera y dos ruedas delanteras para controlar la dirección, similar en diseño a una motonieve moderna. El Spyder utiliza un chasis tipo ATV. El fabricante se refiere a él como un "roadster", pero en términos técnicos es lo que tradicionalmente se ha llamado un triciclo.

## Ventas
El Can-Am Spyder se lanzó oficialmente en febrero de 2007. En octubre de 2007, se habían vendido aproximadamente 2500 unidades. En mayo de 2009, se habían fabricado 12.500 Spyder (9932 de ellos vendidos en los Estados Unidos). Aproximadamente el 21 por ciento de sus ventas son para mujeres. Además, alrededor del 27 por ciento de los propietarios de un Spyder nunca antes habían tenido una motocicleta.
En 2015, durante la reunión anual "Spyderfest" en Springfield (Montana), se entregó el Spyder número 100.000

## Características

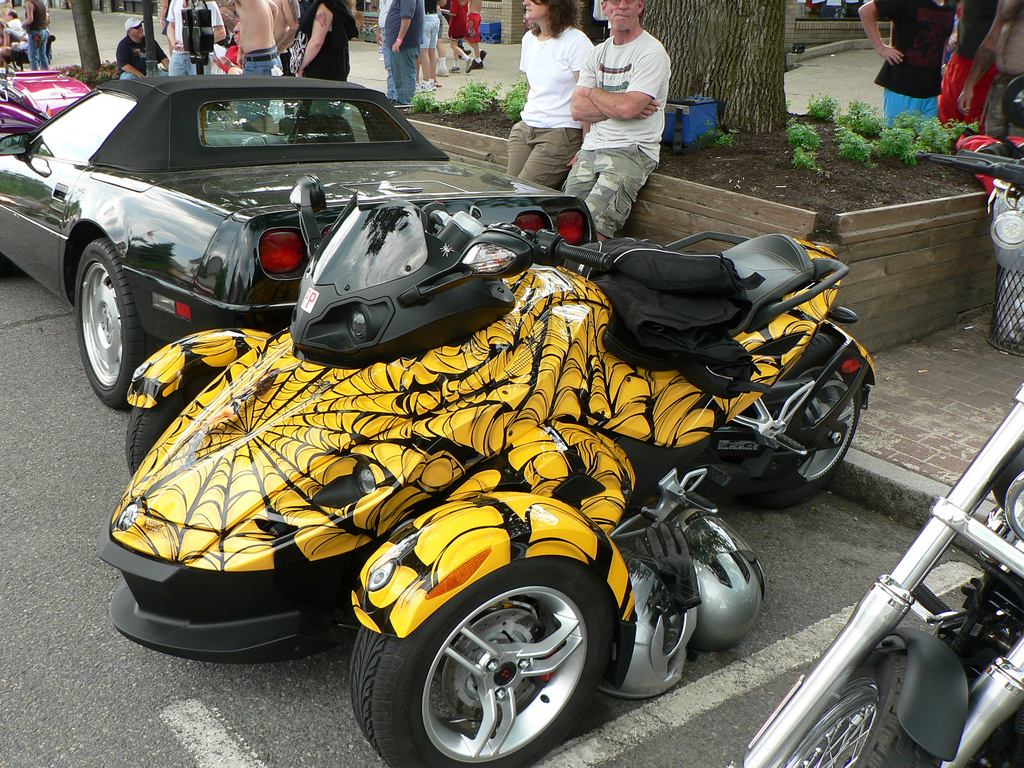
Can-Am Spyder personalizado

El Spyder incorpora control de tracción y de estabilidad, así como sistema antibloqueo de ruedas. En la mayoría de los estados de EE. UU., el Spyder tiene licencia como motocicleta. En California, Delaware, Nevada y Carolina del Sur solo se requiere una licencia de conducir normal; sin embargo, las leyes sobre cascos se aplican en California al igual que para todos los motociclistas.
Todos los modelos del Spyder tienen espacio de almacenamiento debajo del capó en la parte delantera del vehículo, conocido como frunk. También se encuentran disponibles cajas dobles traseras superiores para cascos y otros accesorios para el Spyder.
También está equipado con frenos delanteros y traseros que se activan con el mismo pedal, marcha atrás, dirección asistida y una transmisión opcional de cambio eléctrico (sin embrague).

## Modelos

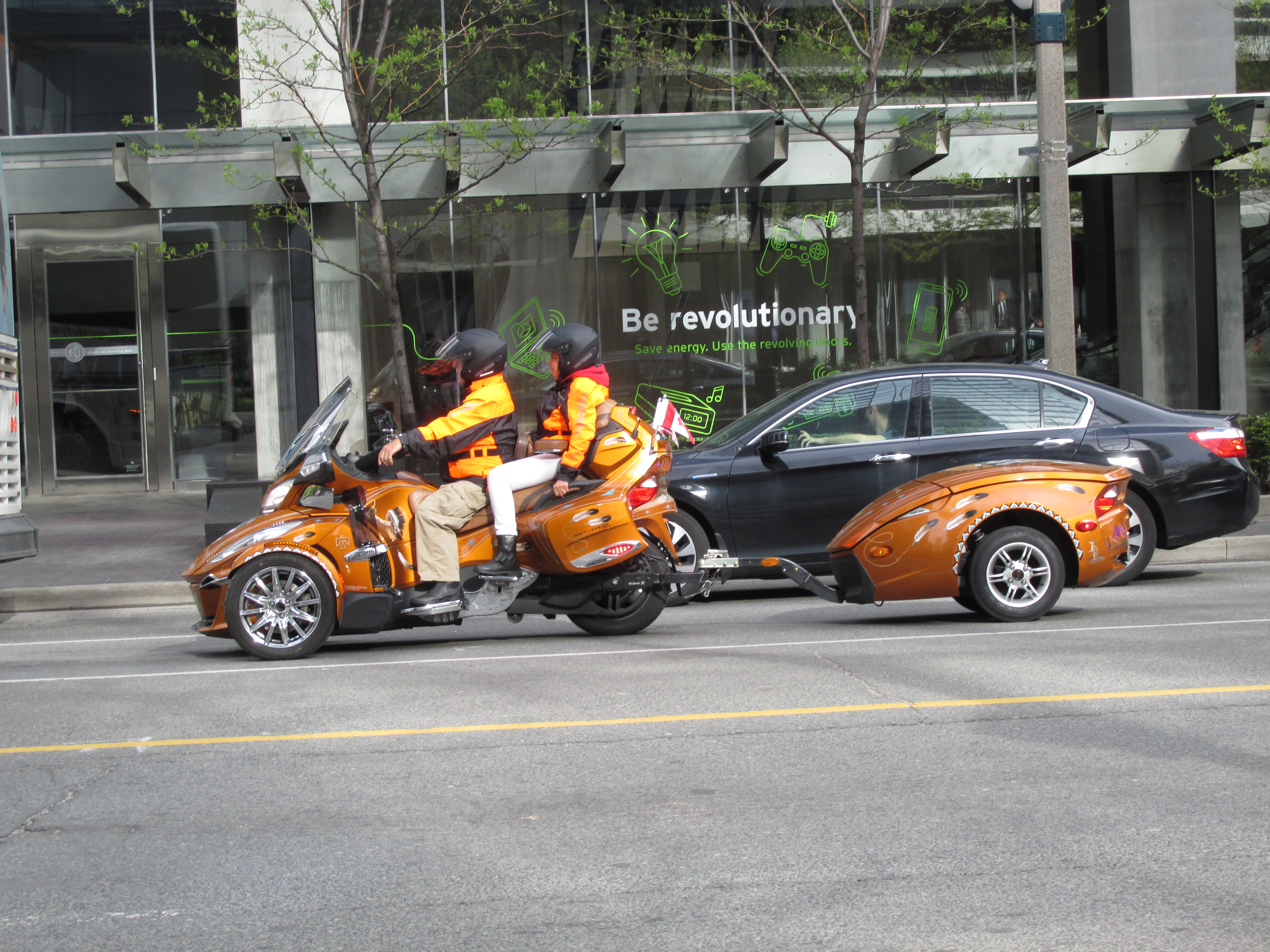
Can-Am Spyder con remolque RT-622 en Toronto

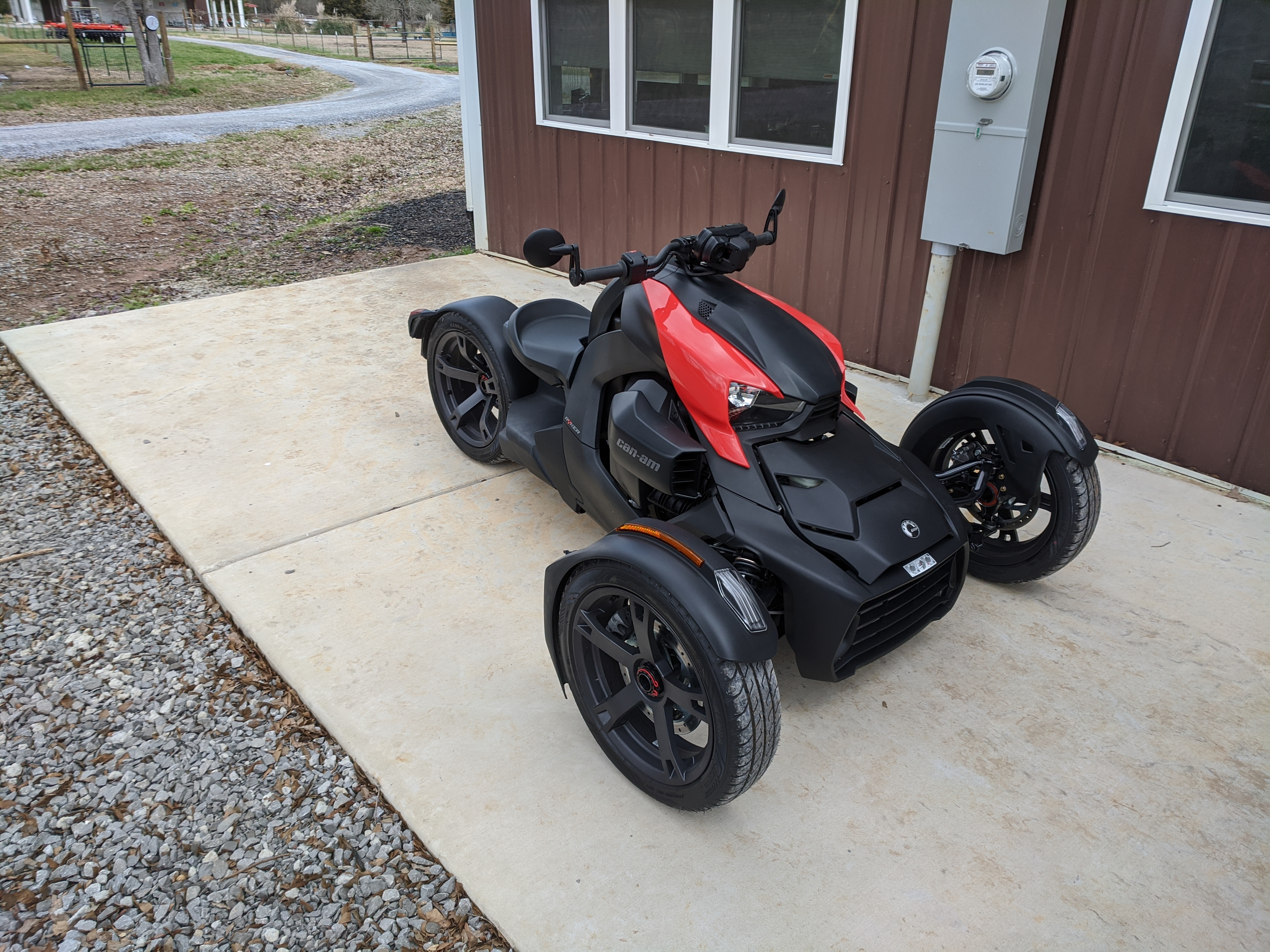
Can-Am Ryker 600 (2019)

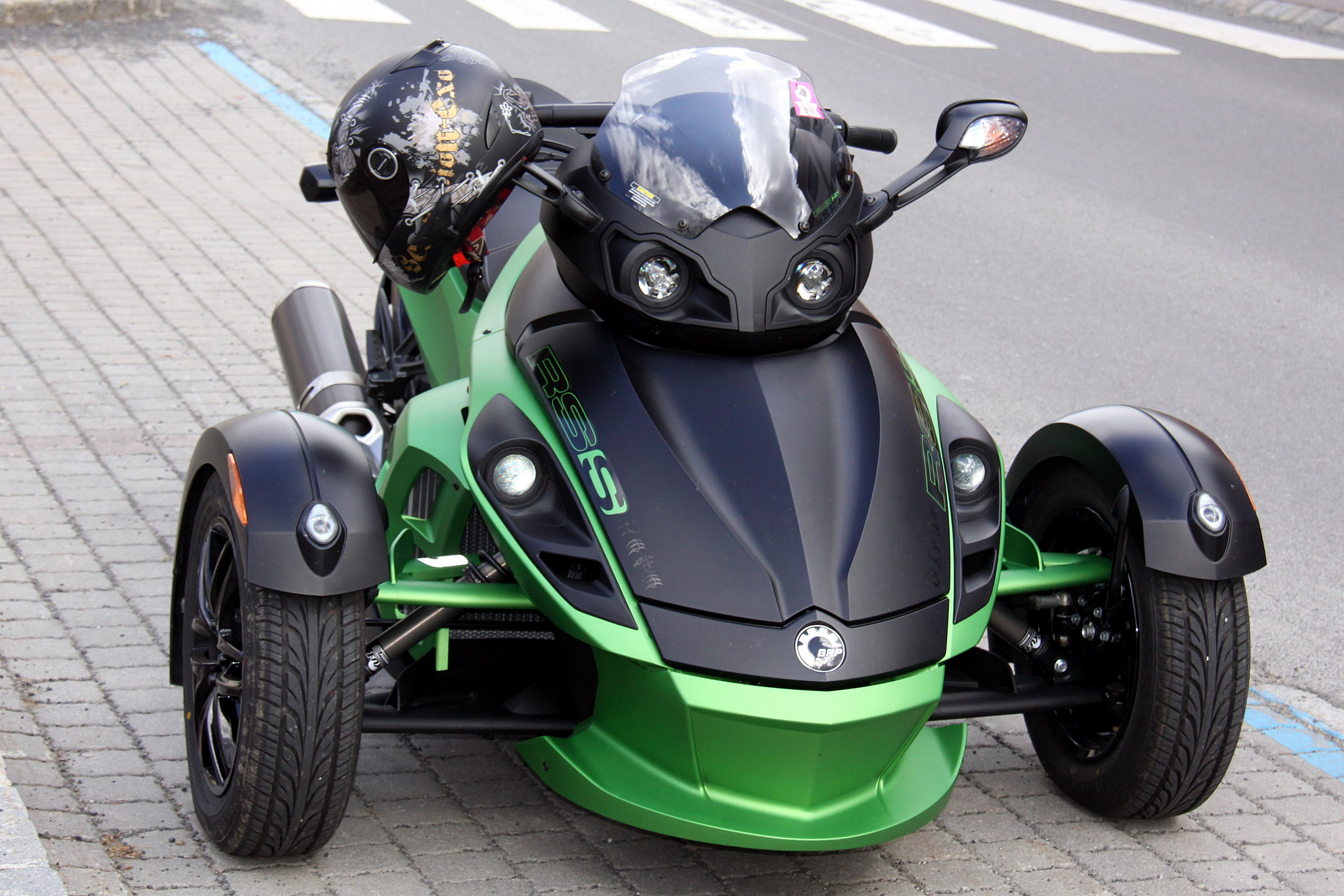
Can-Am Spyder

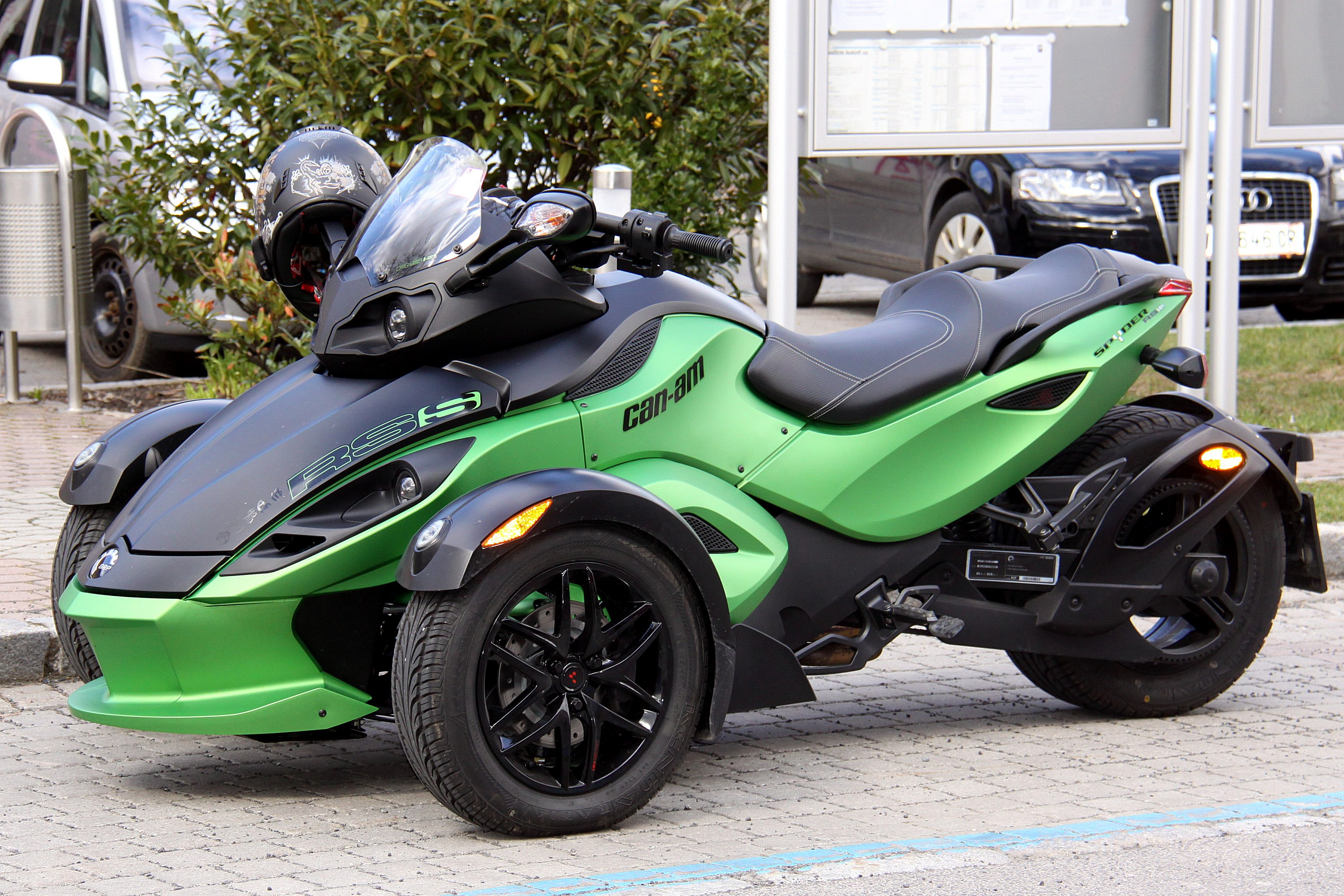
Can-Am Spyder

A partir de 2020 se comercializaron dos líneas de modelos de Spyder, el F3 y el RT, con precios comprendidos entre 15.999 hasta 27.499 dólares. Cada modelo tiene múltiples niveles de equipamiento, siendo el F3 principalmente el modelo deportivo y el RT el modelo touring. Además, en 2019, Can-Am comenzó a vender una línea de menor costo llamada Ryker, destinado a un grupo demográfico más joven, y que no lleva el apodo de Spyder.
- La serie Can-Am Ryker es una versión "recreativa" básica y menos costosa, con asientos verticales y estribos para los pies hacia adelante, la altura sobre el suelo del asiento más baja y un motor más pequeño de 600 o 900 cc. Estaban disponibles tres paquetes de equipamiento: el modelo 600, el 900 y el 900 Rally Edition.
- La serie Spyder F3 es una versión de "crucero deportivo", con asientos verticales y los pies hacia adelante, que podría compararse con un motocicleta crucero, donde los asientos están mucho más cerca del suelo. Disponía de varios paquetes de equipamiento, como el modelo base F3, el F3-S, el F3-S (serie especial), el F3-T y el F3-Limited).
- La serie Spyder RT es una versión touring, con alforjas integradas y un baúl. Podría compararse con una motocicleta de turismo. Disponía de dos paquetes de opciones, el RT básico y el RT-Limited.[9]

En 2021 se presentó el modelo Spyder RT Sea to Sky como una opción tourer de nivel superior, con un precio sugerido de 29.799 dólares.
Modelos descatalogados
- La serie Spyder RS era una versión deportiva, algo así como un cruce entre el modelo F3 posterior y el modelo Ryker. El estilo y la posición del asiento son más parecidos a los de una motocicleta deportiva convencional. Dejó de producirse en 2016.
- La serie Spyder ST era una versión híbrida de turismo deportivo, con asiento vertical y alforjas extraíbles. Podía compararse con una motocicleta Sport touring. Su producción terminó en 2016.

Todos poseen un maletero delantero, o "frunk", aunque en el Ryker es muy pequeño en comparación con el resto de modelos.

## Modelos para las fuerzas del orden
A partir de 2015, BRP ofrece versiones especiales del Spyder destinadas a las fuerzas del orden:
- El Spyder F3-P es una versión del F3 con iluminación de emergencia, sirena y salidas de 12v y USB para el equipo, además de su sistema de encendido "Quick Pursuit".
- También está disponible una versión especial de patrulla del RT.

## Transmisiones
El Spyder se produjo anteriormente con transmisión manual y transmisión semiautomática. A partir de la gama del año 2020, todos los modelos Spyder se equiparon con una transmisión semiautomática y los modelos Ryker con transmisiones continuamente variables (CVT) completamente automáticas. Las transmisiones manuales siguen el diseño estándar de la motocicleta: una palanca de cambios accionada por el pie izquierdo y un embrague accionado por la mano izquierda. Los modelos con transmisión semiautomática utilizan una palanca de cambios en el puño izquierdo. La transmisión es semiautomática, ya que se realizan cambios de marcha descendentes automáticamente a medida que el vehículo desacelera, pero el conductor debe realizar los cambios ascendentes manualmente (aunque no se requiere la operación del embrague).